# Bolitophila bucera
Bolitophila bucera är en tvåvingeart som beskrevs av Shaw 1940. Bolitophila bucera ingår i släktet Bolitophila och familjen smalbensmyggor.
Artens utbredningsområde är Oregon. Inga underarter finns listade i Catalogue of Life.